# Amedeo Natoli
Amedeo Natoli (1888–1953) là một nhà văn, doanh nhân và nhà từ thiện Ý–Pháp.